# Weingut Pfeffingen

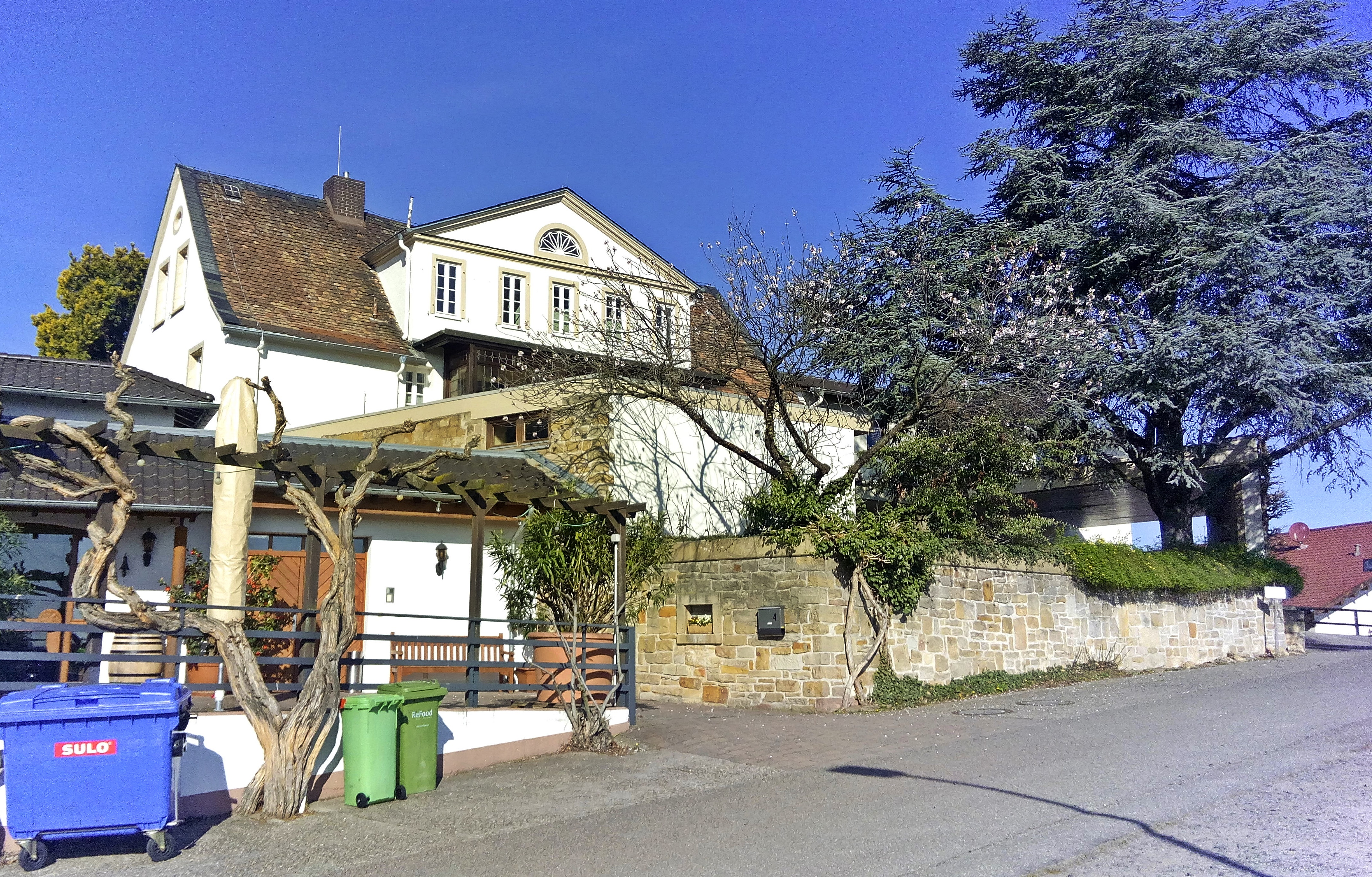
Herrenhaus Pfeffingen, Sitz des Weingutes

Das Weingut Pfeffingen-Fuhrmann-Eymael liegt in Bad Dürkheim-Pfeffingen im deutschen Weinbaugebiet Pfalz.

## Geschichte

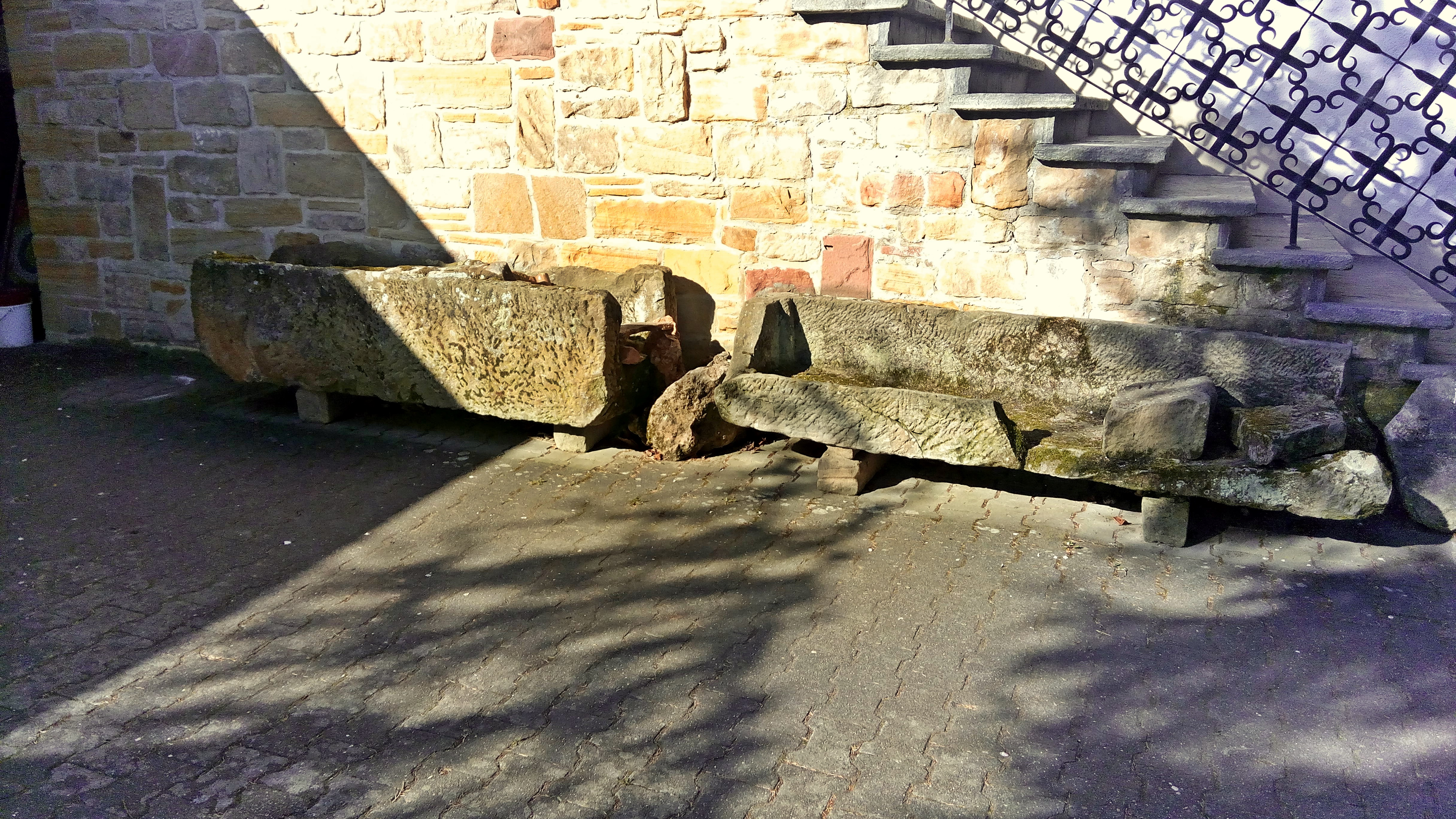
Steinsärge im Hof des Weingutes

1827 kaufte der Dürkheimer Kaufmann Johannes Fitz den Weiler Pfeffingen mit der uralten, aufgegebenen Peterskirche und dem dabei liegenden Friedhof. Er ließ 1828 sowohl die Kirche abbrechen, als auch das Pfarrhaus erweitern und zum jetzt noch existierenden Herrenhaus umbauen. Fitz gründete hier ein Weingut und legte Weinberge an. Am 21. April 1931 wird das Gut von Valentin Schnell erworben. 1952 übernahm Karl Fuhrmann mit seiner Frau Helene das Weingut seines Schwiegervaters. Ab 1991 leitete Tochter Doris Eymael geb. Fuhrmann und seit 2002 deren Sohn Jan Eymael das traditionsreiche Familien-Weingut. Das von Johannes Fitz errichtete, klassizistische Herrenhaus ist nach wie vor der Sitz des Unternehmens. Im Hof des Anwesens sind mehrere hier aufgefundene Steinsärge sowie ein Grenzstein der Abtei Weißenburg aufgestellt.

## Beschreibung
Das Familien-Unternehmen wird geführt von dem Winzer und Dipl.-Ing. für Weinbau und Önologie Jan Eymael und umfasst 17 Hektar Weinberge. Hauptrebsorten sind im Weißweinbereich Riesling, Pinot Blanc, Weißburgunder, Chardonnay und Gewürztraminer. Als besondere Spezialität wird die Scheurebe in allen Geschmacksrichtungen angebaut und vinifiziert. Daneben spielt der im Weingut Pfeffingen für ganz Rheinland-Pfalz wieder rekultivierte Rote Riesling eine tragende Rolle. Die wichtigsten Rotweinsorten des Familienweinguts sind Spätburgunder und Merlot. Die Weinberge finden sich vornehmlich in den Lagen Ungsteiner Herrenberg, Ungsteiner Weilberg und Ungsteiner Nussriegel und zeichnen sich durch einen hohen Kalkanteil aus. Eine Seltenheit stellt zudem der Ungsteiner Weilberg dar. Hierbei handelt es sich um die Bodenart Terra Rossa (umgangssprachlich "Roterde"), die einen hohen Anteil an oxidiertem Eisen aufweist und die Rotfärbung des Bodens bedingt. Das Weingut ist Mitglied bei FAIR'N GREEN und seit 1986 im Verband Deutscher Prädikatsweingüter (VDP).
Die Produkte des Weinguts Pfeffingen werden im Gault-Millau-Weinführer und von dem Weinkritiker Eichelmann bewertet.